# Trevor Johnson
Pour les articles homonymes, voir Johnson.
Trevor George Johnson (né le 25 janvier 1982 à Trail, province de la Colombie-Britannique) est un joueur professionnel italo-canadien de hockey sur glace. Sa mère est italienne, son père islandais.

## Biographie

### Carrière en club
Il commence sa carrière en 1998 dans la Ligue de hockey de l'Ouest en jouant pour l'Ice de Kootenay. L'équipe remporte la Coupe Ed Chynoweth 2000 et participe à la Coupe Memorial. Le 14 janvier 2001, il est échangé aux Thunderbirds de Seattle en retour de Gerald Dicaire. Il joua ensuite pour les Americans de Tri-City. En 2003, il passe professionnel chez le Fury de Muskegon en UHL avec qui il glane la Coupe Coloniale 2004. En 2006, il part en Europe.

### Carrière internationale
Il représente l'Équipe d'Italie de hockey sur glace depuis 2008.

## Trophées et honneurs personnels
- United Hockey League
  - 2004 : sélectionné pour le Match des étoiles avec l'association de l'Ouest.
  - 2004 : élu dans l'équipe des recrues.
- Championnat du monde
  - 2009 : élu meilleur défenseur de la division I, groupe B.
  - 2009 : termine meilleur pointeur de division I, groupe B à égalité avec Roland Ramoser.

## Statistiques

### En club
| Saison    | Équipe                          | Ligue   |    | Saison régulière | Saison régulière | Saison régulière | Saison régulière | Saison régulière |    | Séries éliminatoires | Séries éliminatoires | Séries éliminatoires | Séries éliminatoires | Séries éliminatoires |
| Saison    | Équipe                          | Ligue   | PJ | B                | A                | Pts              | Pun              | PJ               | B  | A                    | Pts                  | Pun                  |                      |                      |
| 1998-1999 | Ice de Kootenay                 | LHOu    | 56 | 1                | 14               | 15               | 51               | 6                | 0  | 0                    | 0                    | 2                    |                      |                      |
| 1999-2000 | Ice de Kootenay                 | LHOu    | 65 | 5                | 26               | 31               | 100              | 21               | 2  | 7                    | 9                    | 35                   |                      |                      |
| 2000-2001 | Ice de Kootenay                 | LHOu    | 68 | 11               | 42               | 53               | 98               | 10               | 1  | 4                    | 5                    | 12                   |                      |                      |
| 2001-2002 | Ice de Kootenay                 | LHOu    | 43 | 10               | 23               | 33               | 64               | --               | -- | --                   | --                   | --                   |                      |                      |
| 2001-2002 | Thunderbirds de Seattle         | LHOu    | 24 | 7                | 14               | 21               | 44               | 11               | 2  | 3                    | 5                    | 6                    |                      |                      |
| 2002-2003 | Thunderbirds de Seattle         | LHOu    | 10 | 2                | 4                | 6                | 29               | --               | -- | --                   | --                   | --                   |                      |                      |
| 2002-2003 | Americans de Tri-City           | LHOu    | 56 | 15               | 25               | 40               | 123              | --               | -- | --                   | --                   | --                   |                      |                      |
| 2002-2003 | Fury de Muskegon                | UHL     | 7  | 0                | 6                | 6                | 2                | 9                | 4  | 6                    | 10                   | 10                   |                      |                      |
| 2003-2004 | Fury de Muskegon                | UHL     | 74 | 3                | 23               | 26               | 86               | 2                | 1  | 1                    | 2                    | 2                    |                      |                      |
| 2004-2005 | Bears de Hershey                | LAH     | 3  | 0                | 0                | 0                | 4                | --               | -- | --                   | --                   | --                   |                      |                      |
| 2004-2005 | Rivermen de Peoria              | ECHL    | 21 | 3                | 7                | 10               | 28               | --               | -- | --                   | --                   | --                   |                      |                      |
| 2004-2005 | Stingrays de la Caroline du Sud | ECHL    | 38 | 5                | 19               | 24               | 37               | 3                | 0  | 1                    | 1                    | 2                    |                      |                      |
| 2005-2006 | Fury de Muskegon                | UHL     | 66 | 10               | 44               | 54               | 104              | 12               | 1  | 3                    | 4                    | 46                   |                      |                      |
| 2005-2006 | Barons de Cleveland             | LAH     | 3  | 0                | 0                | 0                | 5                | -                | -  | -                    | -                    | -                    |                      |                      |
| 2006-2007 | Renon                           | Série A | 22 | 3                | 10               | 13               | 48               | 8                | 2  | 3                    | 5                    | 10                   |                      |                      |
| 2007-2008 | Asiago                          | Série A | 20 | 4                | 15               | 19               | 32               |                  |    |                      |                      |                      |                      |                      |
| 2008-2009 | Asiago                          | Série A | 41 | 8                | 23               | 31               | 81               |                  |    |                      |                      |                      |                      |                      |
| 2009-2010 | Huskies de Cassel               | DEL     | 16 | 0                | 3                | 3                | 31               |                  |    |                      |                      |                      |                      |                      |
| 2009-2010 | HC Bolzano                      | Série A | 14 | 2                | 8                | 10               | 14               | 11               | 3  | 3                    | 6                    | 12                   |                      |                      |
| 2010-2011 | HC Valpellice                   | Série A | 30 | 8                | 19               | 27               | 40               | 8                | 4  | 4                    | 8                    | 8                    |                      |                      |
| 2011-2012 | HC Valpellice                   | Série A | 45 | 7                | 25               | 32               | 46               | 5                | 1  | 2                    | 3                    | 8                    |                      |                      |
| 2012-2013 | HC Valpellice                   | Série A | 42 | 10               | 34               | 44               | 81               | 16               | 2  | 11                   | 13                   | 18                   |                      |                      |
| 2013-2014 | HC Valpellice                   | Série A | 41 | 2                | 43               | 45               | 56               | 4                | 1  | 5                    | 6                    | 4                    |                      |                      |
| 2014-2015 | HC Valpellice                   | Série A | 36 | 10               | 33               | 43               | 58               | 5                | 0  | 4                    | 4                    | 6                    |                      |                      |
| 2015-2016 | HC Valpellice                   | Série A | 36 | 4                | 23               | 27               | 48               | -                | -  | -                    | -                    | -                    |                      |                      |
| 2015-2016 | HC Val Pusteria Wolves          | Série A | 6  | 1                | 2                | 3                | 22               | 15               | 1  | 6                    | 7                    | 20                   |                      |                      |
| 2016-2017 | Manchester Storm                | EIHL    | 52 | 7                | 28               | 35               | 53               | 2                | 0  | 0                    | 0                    | 2                    |                      |                      |

### En équipe nationale
| Année | Équipe | Évènement                     |   | PJ | B | A | Pts | Pun | +/-                                      |  | Résultat |
| 2009  | Italie | Qualification Jeux olympiques | 3 | 0  | 0 | 0 | +1  | 2   | 3e/4 du groupe F                         |  |          |
| 2009  | Italie | Championnat du monde          | 5 | 3  | 5 | 8 | +7  | 2   | Remporte la division 1 groupe B          |  |          |
| 2010  | Italie | Championnat du monde          | 6 | 0  | 1 | 1 | 0   | 6   | Quinzième place                          |  |          |
| 2011  | Italie | Championnat du monde          | 4 | 0  | 0 | 0 | +1  | 2   | Remporte la division 1 groupe A          |  |          |
| 2012  | Italie | Championnat du monde          | 7 | 0  | 0 | 0 | -7  | 4   | Quinzième place                          |  |          |
| 2013  | Italie | Championnat du monde          | 5 | 0  | 3 | 3 | +4  | 6   | Deuxième place de la division 1 groupe A |  |          |
| 2014  | Italie | Championnat du monde          | 7 | 0  | 2 | 2 | -6  | 8   | Quinzième                                |  |          |